# 105 Artemis
För andra betydelser, se Artemis (olika betydelser).
105 Artemis är en asteroid upptäckt 16 september 1868 av den kanadensisk-amerikanske astronomen J. C. Watson i Ann Arbor. Asteroiden har fått sitt namn efter den grekiska gudinnan Artemis inom grekisk mytologi.